# Aleksej Nikolić
Pour les articles homonymes, voir Nikolić.
Aleksej Nikolić, né le 21 février 1995 à Postojna en Slovénie, est un joueur slovène de basket-ball. Il évolue au poste d'arrière.

## Biographie
En juillet 2018, Nikolić signe un contrat de trois ans avec le Partizan Belgrade.
En février 2021, Nikolić s'engage avec le Basket Club Maritime Gravelines Dunkerque Grand Littoral.
Le 27 juillet 2021, il signe un contrat d'un an avec San Pablo Burgos en première division espagnole,.
Le 9 juillet 2023, il rejoint l'Élan chalonnais.

## Palmarès
- Champion d'Europe en 2017 avec la Slovénie.